# Gosong
Gosong, monotipski biljni rod  iz porodice kozlačevki dio tribusa Schismatoglottideae, potporodica Aroideae. 
Jedina vrsta je G. brevipedunculata, polugrm, reofit koji živi uz brze potoke i endem sa Bornea (Kalimantan)

## Sinonimi
- Bakoa brevipedunculata (H.Okada & Y.Mori) S.Y.Wong; Acta Phytotax. Geobot. 60(3): 128 (2011)
- Hottarum brevipedunculatum H.Okada & Y.Mori; Acta Phytotax. Geobot. 51(1): 7 (2000)
- Piptospatha brevipedunculata (H.Okada & Y.Mori) Bogner & A.Hay; Telopea 9(1): 203 (2000)

## Vanjske poveznice
|  | Zajednički poslužitelj ima još gradiva o temi Gosong brevipedunculata |
|  | Wikivrste imaju podatke o taksonu Gosong                              |